# Бат і Північно-Східний Сомерсет

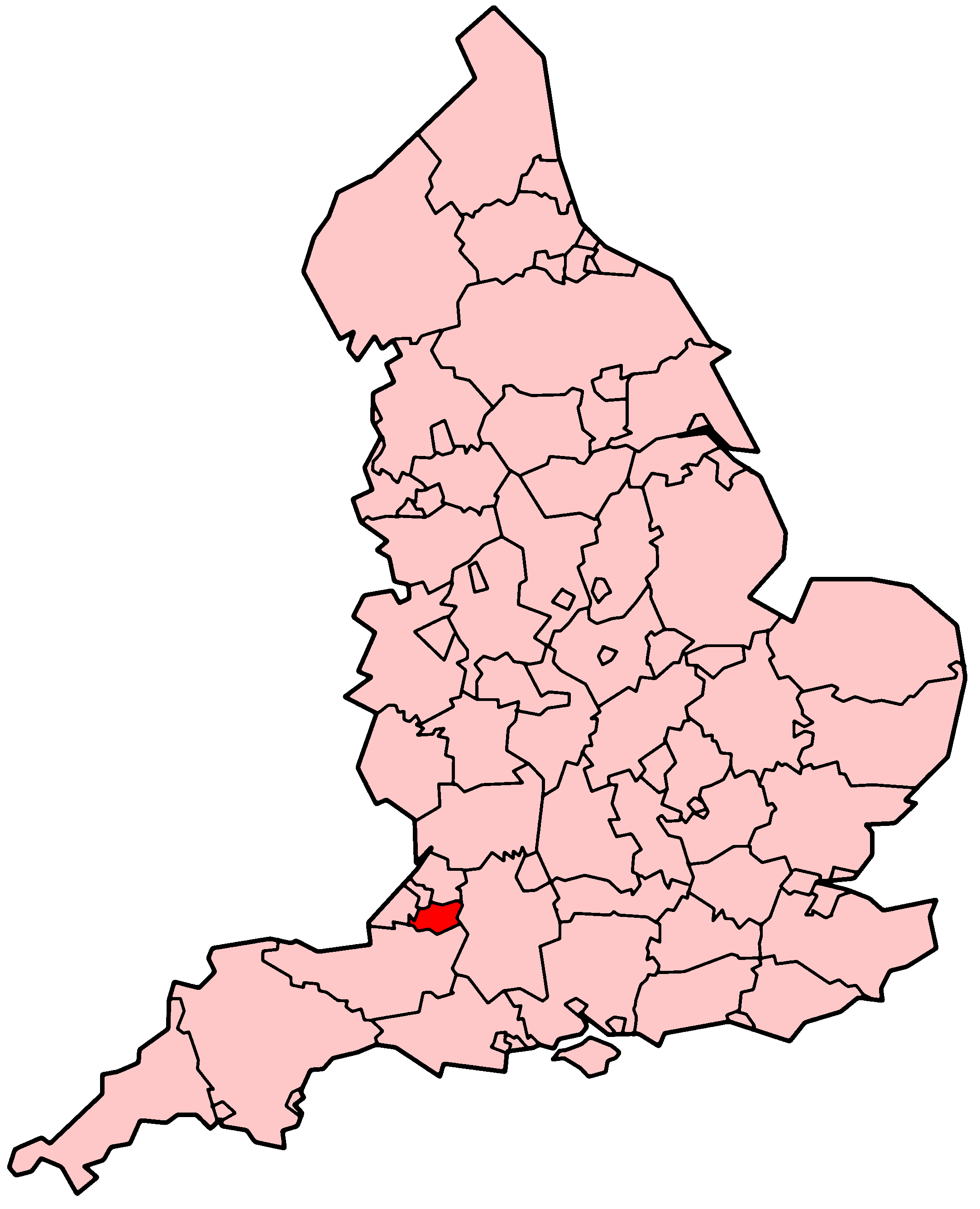
Унітарна одиниця на мапі Англії

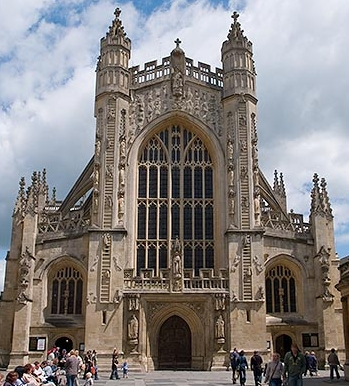
Батське абатство

Бат і Північно-Східний Сомерсет (англ. Bath and North East Somerset) — унітарна одиниця Англії на північному сході церемоніального графства Сомерсет. Населення 187,8 тисяч осіб (2016 рік). Площа — 361,12 км².
Головне та найбільше місто — Бат з населення8 88,9 тисяч осіб. (2015 рік.

## Історія
Утворена 1 квітня 1996 року шляхом перетворення в унітарну одиницю та переходу в церемоніальне графство Сомерсет районів Бат і Венсдайк колишнього неметропольного графства Ейвон.

## Місця
Найбільші міста та села одиниці:
- Бат
- Батемптон
- Пісдаун Сент-Джон
- Кейншем
- Мідсамер Нортен
- Полтон
- Радсток
- Солтфорд

## Спорт
У місті Бат базується напівпрофесіональний футбольний клуб «Бат Сіті», який виступає в сезоні 2012-13 у Південній Конференції. «Бат Сіті» приймає суперників на стадіоні «Твертон Парк» (8,8 тис. глядачів).